# Mount Prospect
Mount Prospect est une ville américaine du comté de Cook, en proche banlieue de Chicago, dans l'État de l'Illinois. Sa population comptait 54 167 habitants selon le 23e recensement des États-Unis de 2010.